# Sigtuna landsfiskalsdistrikt
Sigtuna landsfiskalsdistrikt var 1918–1964 ett landsfiskalsdistrikt i Stockholms län, bildat som Ärlinghundra landsfiskalsdistrikt den 1 februari 1918, en månad efter Sveriges indelning i landsfiskalsdistrikt trädde i kraft den 1 januari 1918, enligt beslut den 7 september 1917. Anledningen till att detta landsfiskalsdistrikt inte bildades den 1 januari 1918 fanns i beslut från den 14 januari och den 1 februari 1918. Namnet ändrades 1 oktober 1941 till Knivsta landsfiskalsdistrikt och 1 januari 1948 till Sigtuna landsfiskalsdistrikt. Den 1 januari 1965 avskaffades i Sverige samtliga landsfiskaler och landsfiskalsdistrikt, och deras arbetsuppgifter delades upp på de nyskapade indelningarna polisdistrikt, åklagardistrikt och kronofogdedistrikt.
Landsfiskalsdistriktet låg under länsstyrelsen i Stockholms län.

## Ingående områden
När Sveriges nya indelning i landsfiskalsdistrikt trädde i kraft den 1 oktober 1941 (enligt kungörelsen den 28 juni 1941) ändrades distriktets namn till Knivsta landsfiskalsdistrikt och kommunerna Fresta och Hammarby överfördes till Vallentuna landsfiskalsdistrikt. Samtidigt tillfördes kommunerna Gottröra, Husby-Långhundra, Lagga, Östuna, Skepptuna och Vidbo från det upplösta Långhundra landsfiskalsdistrikt och Sigtuna stad tillfördes i polis- och åklagarhänseende, efter att stadsfiskalstjänsten i staden upphört, men inte i utsökningshänseende. 1 januari 1948 förenades Sigtuna stad med distriktet även i utsökningshänseende, och tillhörde då i alla avseenden landsfiskalsdistriktet. Samma datum inkorporerades även Sankt Olofs och Sankt Pers landskommun i staden samtidigt som distriktets namn ändrades till Sigtuna. När Sveriges nya indelning i landsfiskalsdistrikt trädde i kraft den 1 januari 1952 (enligt kungörelsen 1 juni 1951) ändrades distriktets omfattning.

### Från 1918
Ärlinghundra härad:
- Alsike landskommun
- Haga landskommun
- Husby-Ärlinghundra landskommun
- Knivsta landskommun
- Norrsunda landskommun
- Odensala landskommun
- Sankt Olofs och Sankt Pers landskommun
- Vassunda landskommun

Vallentuna härad:
- Fresta landskommun
- Hammarby landskommun

### Från 1 oktober 1941
- Sigtuna stad (förutom i utsökningshänseende, som staden skötte själv)[3]

Långhundra härad:
- Gottröra landskommun
- Husby-Långhundra landskommun
- Lagga landskommun
- Östuna landskommun

Seminghundra härad:
- Skepptuna landskommun
- Vidbo landskommun

Ärlinghundra härad:
- Alsike landskommun
- Haga landskommun
- Husby-Ärlinghundra landskommun
- Knivsta landskommun
- Norrsunda landskommun
- Odensala landskommun
- Sankt Olofs och Sankt Pers landskommun
- Vassunda landskommun

### Från 1948
- Sigtuna stad

Långhundra härad:
- Gottröra landskommun
- Husby-Långhundra landskommun
- Lagga landskommun
- Östuna landskommun

Seminghundra härad:
- Skepptuna landskommun
- Vidbo landskommun

Ärlinghundra härad:
- Alsike landskommun
- Haga landskommun
- Husby-Ärlinghundra landskommun
- Knivsta landskommun
- Norrsunda landskommun
- Odensala landskommun
- Vassunda landskommun

### Från 1 januari 1952
- Knivsta landskommun
- Märsta landskommun
- Sigtuna stad
- Skepptuna landskommun